# Collegio plurinominale Campania 2 - 01 (2017)
Il collegio elettorale plurinominale Campania 2 - 01 è stato un collegio elettorale plurinominale della Repubblica Italiana per l'elezione della Camera tra il 2017 ed il 2022.

## Territorio
Come previsto dalla legge elettorale italiana del 2017, il collegio era stato definito tramite decreto legislativo all'interno della circoscrizione Campania 2.
Il collegio comprendeva la zona definita dai tre collegi uninominali Campania 2 - 01 (Benevento), Campania 2 - 02 (Ariano Irpino) e Campania 2 - 06 (Avellino).

## Dati elettorali

### XVIII legislatura
Come previsto dalla legge elettorale, 386 deputati erano eletti in 63 collegi plurinominali con ripartizione proporzionale a livello nazionale tra le coalizioni e le singole liste che avessero superato la soglia di sbarramento stabilita.
Nel collegio venivano eletti 8 deputati.
| Liste          | Liste                                | Proporzionale | Proporzionale | Proporzionale | Maggioritario | Maggioritario | Maggioritario |  |
| Liste          | Liste                                | Voti          | %             | Seggi         | Voti          | %             | Seggi         |  |
| -------------- | ------------------------------------ | ------------- | ------------- | ------------- | ------------- | ------------- | ------------- |  |
|                | Movimento 5 Stelle                   | 178 811       | 43,82         | 3             | 178 811       | 43,82         | 3             |  |
|                | Forza Italia                         | 72 689        | 17,81         | 1             | 117 791       | 28,86         | –             |  |
|                | Lega                                 | 24 546        | 6,01          | –             | 117 791       | 28,86         | –             |  |
|                | Fratelli d'Italia                    | 14 336        | 3,51          | –             | 117 791       | 28,86         | –             |  |
|                | Noi con l'Italia – UDC               | 6 220         | 1,52          | –             | 117 791       | 28,86         | –             |  |
|                | Partito Democratico                  | 64 020        | 15,69         | 1             | 84 460        | 20,70         | –             |  |
|                | Civica Popolare                      | 10 648        | 2,61          | –             | 84 460        | 20,70         | –             |  |
|                | Italia Europa Insieme                | 5 014         | 1,23          | –             | 84 460        | 20,70         | –             |  |
|                | +Europa                              | 4 778         | 1,17          | –             | 84 460        | 20,70         | –             |  |
|                | Liberi e Uguali                      | 11 271        | 2,76          | –             | 11 271        | 2,76          | –             |  |
|                | Potere al Popolo!                    | 6 149         | 1,51          | –             | 6 149         | 1,51          | –             |  |
|                | CasaPound                            | 2 260         | 0,55          | –             | 2 260         | 0,55          | –             |  |
|                | Italia agli Italiani (FN - MSFT)     | 2 179         | 0,53          | –             | 2 179         | 0,53          | –             |  |
|                | Partito Comunista                    | 1 480         | 0,36          | –             | 1 480         | 0,36          | –             |  |
|                | Il Popolo della Famiglia             | 1 429         | 0,35          | –             | 1 429         | 0,35          | –             |  |
|                | Partito Valore Umano                 | 974           | 0,24          | –             | 974           | 0,24          | –             |  |
|                | 10 Volte Meglio                      | 909           | 0,22          | –             | 909           | 0,22          | –             |  |
|                | Lista del Popolo per la Costituzione | 385           | 0,09          | –             | 385           | 0,09          | –             |  |
| Totale         | Totale                               | 408 098       | 100           | 5             | 408 098       | 100           | 3             |  |
|                |                                      |               |               |               |               |               |               |  |
| Schede bianche | Schede bianche                       | 7 353         | 1,73          |               |               |               |               |  |
| Schede nulle   | Schede nulle                         | 9 871         | 2,32          |               |               |               |               |  |
| Votanti        | Votanti                              | 425 322       | 72,74         |               |               |               |               |  |
| Elettori       | Elettori                             | 584 691       |               |               |               |               |               |  |

## Eletti

### Eletti nei collegi uninominali
Eletti nel Movimento 5 Stelle
     Eletti nella coalizione di centro-destra (Lega - FI - FdI - NcI-UDC)
| Collegio uninominale | Eletto | Eletto           | Partito |
| -------------------- | ------ | ---------------- | ------- |
| 1. Benevento         |        | Angela Ianaro    | M5S     |
| 2. Ariano Irpino     |        | Generoso Maraia  | M5S     |
| 6. Avellino          |        | Michele Gubitosa | M5S     |

1. ↑  In data 03.03.2022 aderisce al gruppo Partito Democratico.
2. ↑  In data 21.06.2022 aderisce al gruppo Insieme per il Futuro.

### Eletti nella quota proporzionale
| Movimento 5 Stelle                            | Forza Italia   | Partito Democratico       |
| --------------------------------------------- | -------------- | ------------------------- |
|                                               |                |                           |
| Carlo Sibilia Maria Pallini Pasquale Maglione | Cosimo Sibilia | Umberto Del Basso De Caro |

1. 1 2  In data 21.06.2022 aderisce al gruppo Insieme per il futuro.
2. ↑  In data 27.05.2021 aderisce al gruppo Coraggio Italia; in data 23.06.2022 al gruppo misto, non iscritti; in data 28.06.2022 alla componente «Vinciamo Italia-Italia al Centro con Toti».